# Vespa crabro
Ong bắp cày châu Âu, tên khoa học Vespa crabro, là một loài ong bắp cày. Đây là loại tò vò có tính xã hội cao lớn nhất và có nguồn gốc từ châu Âu, và wasp lớn nhất ở Bắc Mỹ. Ong chúa có chiều dài 25 đến 35 mm, ong thợ dài 18–24 mm. Đây cũng là loài ong bắp cày thực sự (chi Vespa) duy nhất được tìm thấy ở Bắc Mỹ, được những người định cư từ châu Âu đưa vào từ những năm 1800.
Tò vò, chẳng hạn như V. crabro này , được biết đến với việc tạo ra những chiếc tổ phức tạp giống như giấy từ các vật liệu thực vật xung quanh và các loại sợi khác. Không giống như hầu hết các loại tò vò  khác, ức chế sinh sản liên quan đến việc giám sát ong thợ hơn là kiểm soát pheromone của ong chúa, như người ta vẫn nghĩ trước đây.

## Hình ảnh

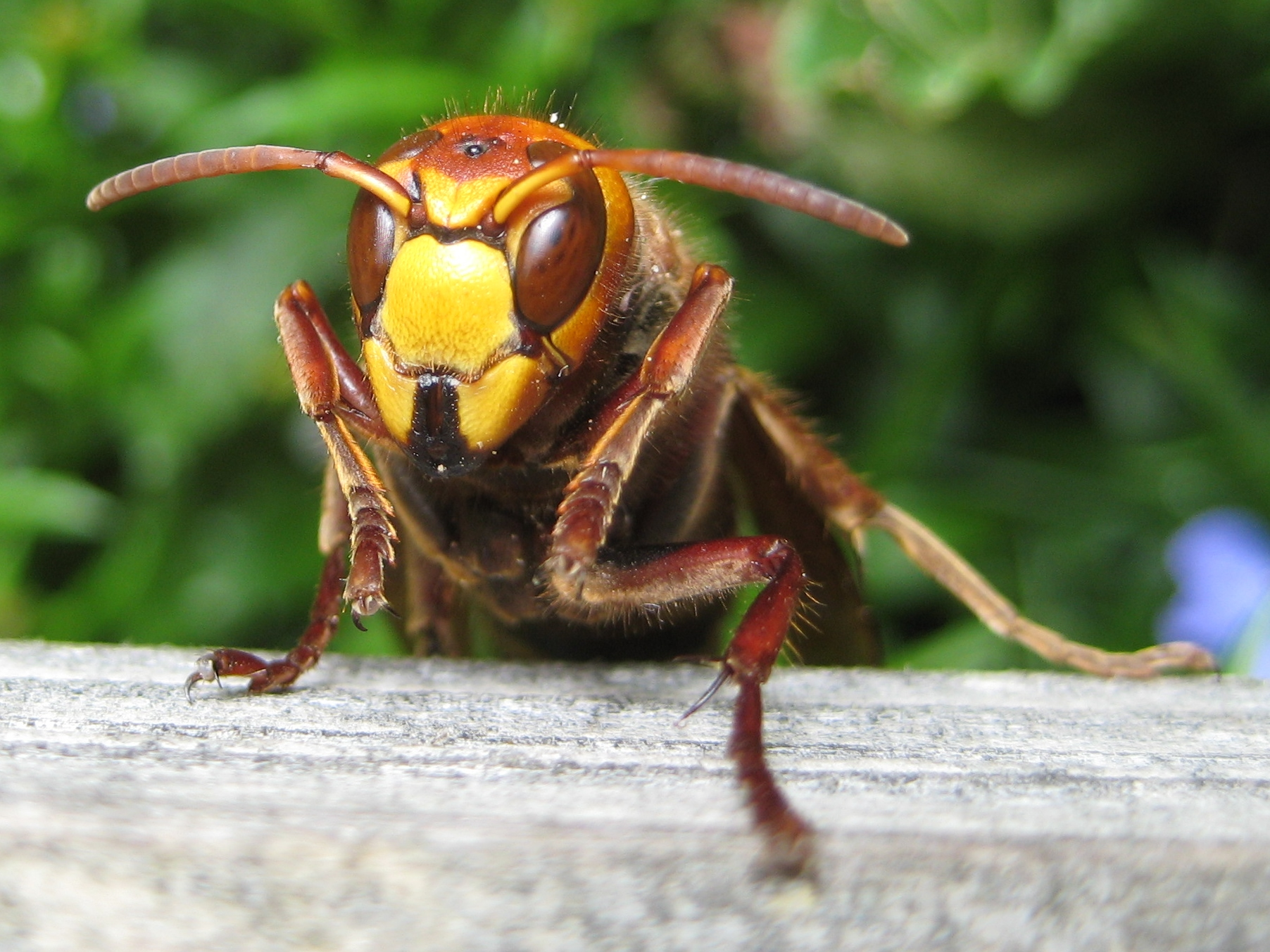
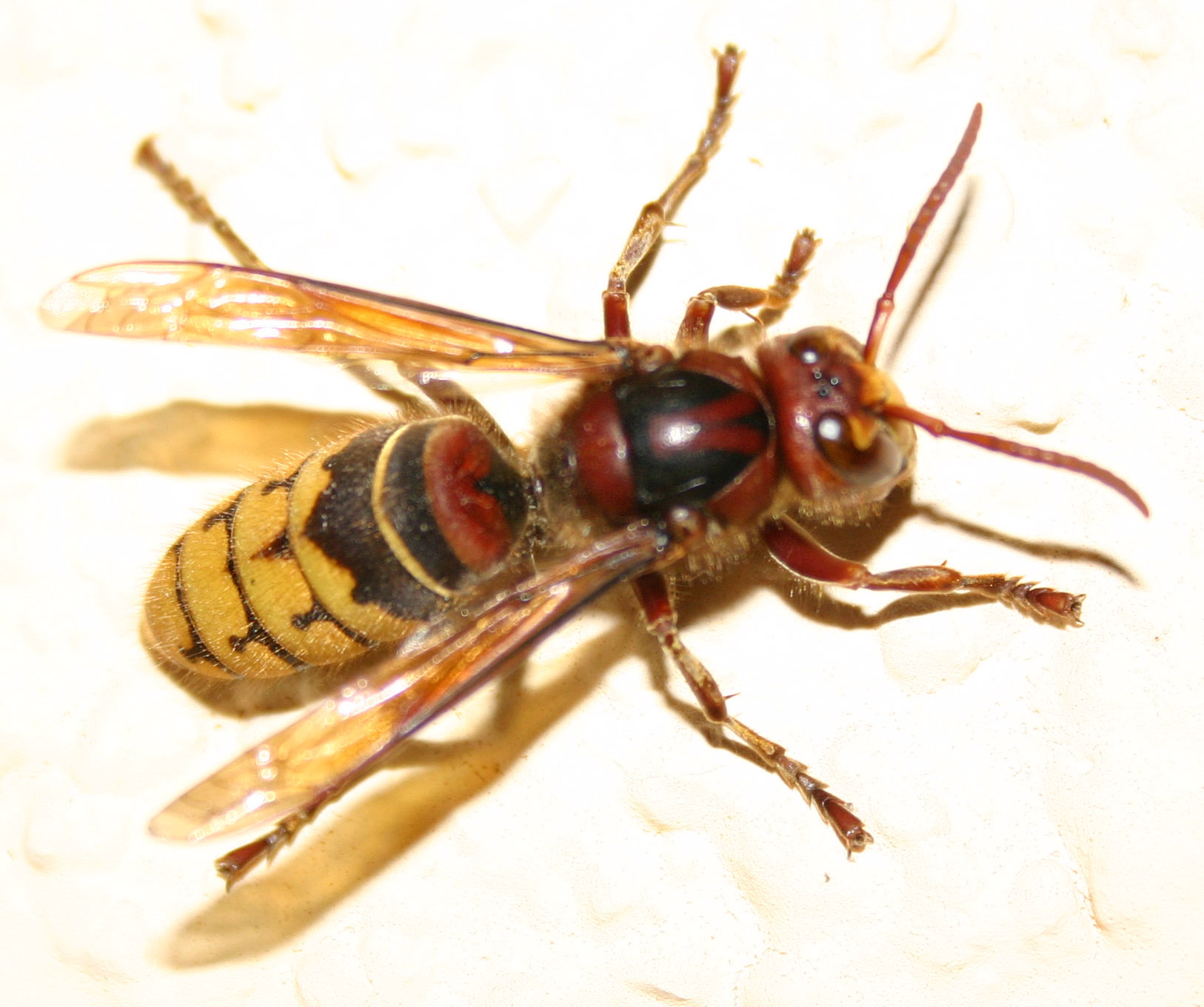
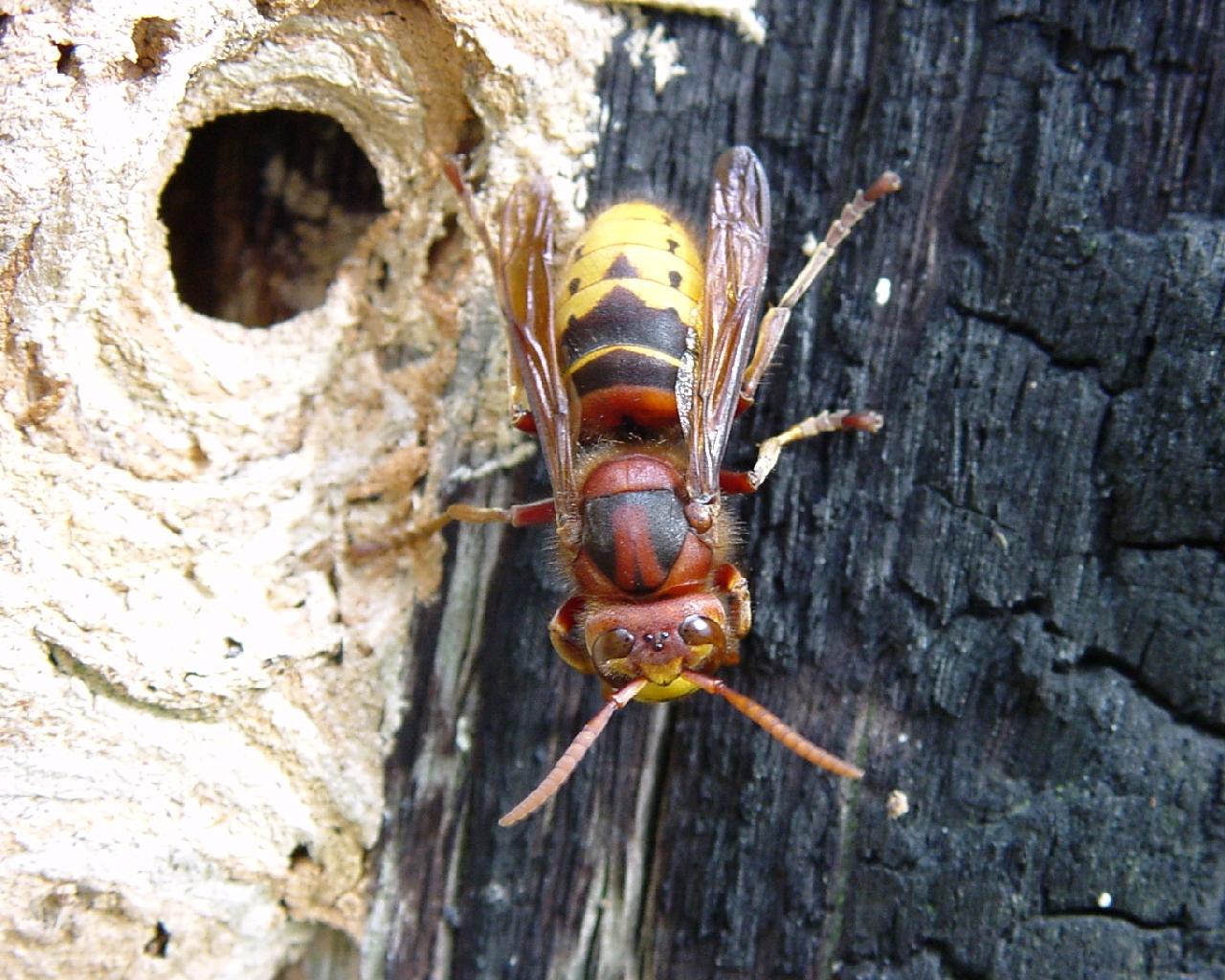
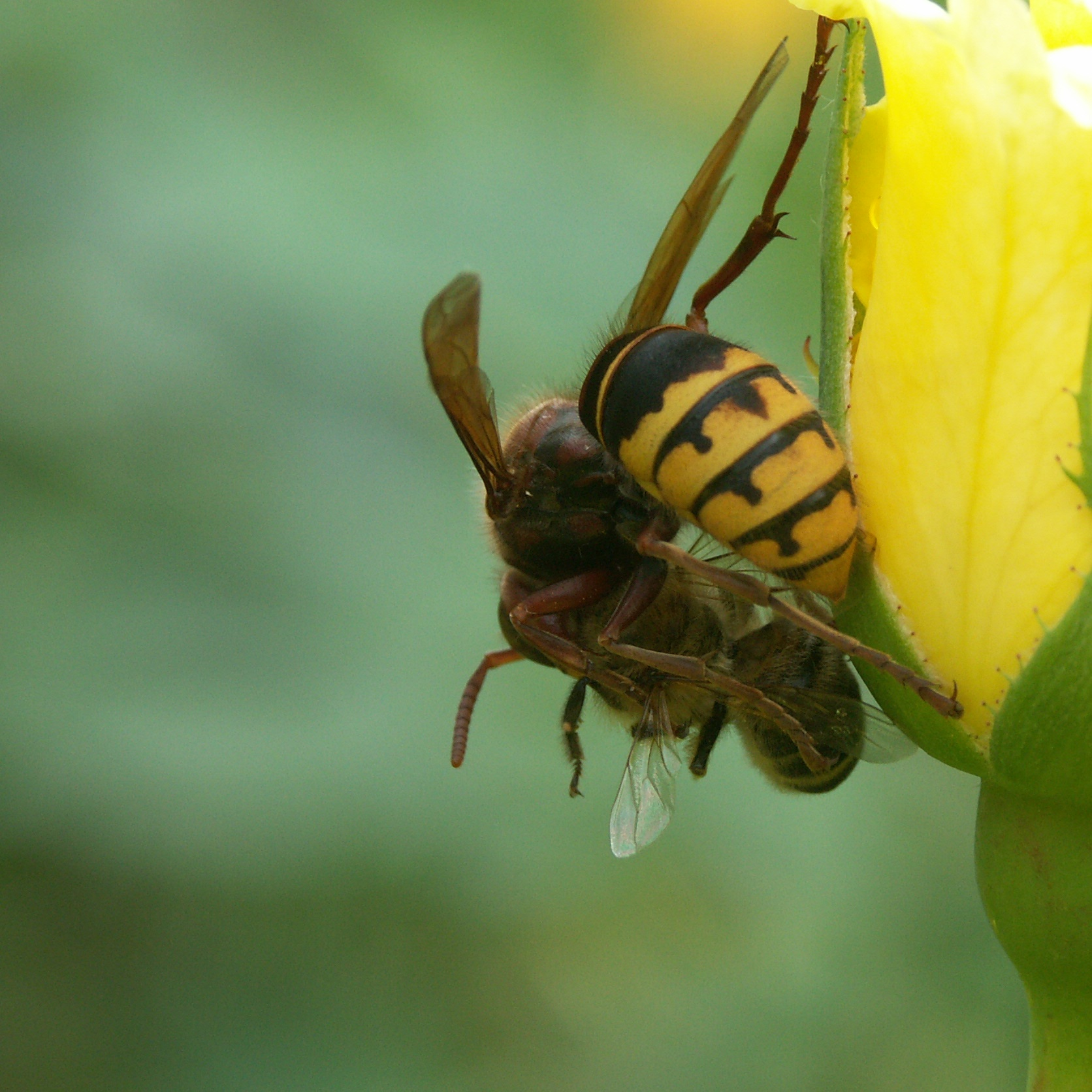